# Меріенн Трамп Беррі
Меріенн Трамп Беррі (англ. Maryanne Trump Barry; 5 квітня 1937, Нью-Йорк, Нью-Йорк, США — 13 листопада 2023, там же) — американський адвокат і федеральний суддя США. 1974 року стала помічником прокурора США, 1983 року призначена президентом Рональдом Рейганом до окружного суду США округу Нью-Джерсі. 1999 року президент Білл Клінтон призначив її до Апеляційного суду третього округу США.
У січні 2006 року підтримала кандидата у члени Верховного суду США Семюеля Аліто. У червні 2011 року обійняла високу посаду та оголосила про відставку у лютому 2019 року після початку розслідування за звинуваченнями її у судових порушеннях, беручи участь у шахрайських податкових і фінансових операціях.
Старша сестра Дональда Трампа, 45-го і 47-го президента США.

## Молодість й освіта
Народилася 5 квітня 1937 року в районі Квінз у Нью-Йорку. Перша дитина в сім'ї забудовника Фреда Трампа та його дружини Мері Енн Маклауд Трамп. Старша сестра Дональда Трампа. Навчалася в школі Кью-Форест:243. 1958 року здобула з відзнакою cum laude ступінь бакалавра в коледжі Маунт-Голіок:244 і 1962 року ступінь магістра державного права та державного управління в Колумбійському університеті. 1974 року здобула ступінь доктора права на юридичному факультеті в Школі права Університету Гофстра.

## Кар'єра

### Прокуратура США
13 років була домогосподаркою. 1974 року стала помічником прокурора США, однією з двох жінок із 62 юристів в офісі прокурора США округу Нью-Джерсі. У 1974—1975 роках працювала в цивільному відділі, у 1976—1982 роках в апеляційному відділі, у 1976—1977 роках була заступником начальника цього відділу і у 1977—1982 роках очолила відділ. У 1981—1982 роках працювала виконавчим помічником прокурора США. Стала першим помічником прокурора США (1981—1983).

### Федеральний суд

#### Окружний суд США
14 вересня 1983 року висунута президентом Рональдом Рейганом на посаду в окружному суді США округу Нью-Джерсі, після звільнення Генрі Кертіса Меанора. 6 жовтня 1983 року затверджена Сенатом США, а наступного дня вступила посаду. За словами її племінниці Мері Л. Трамп, Дональд Трамп вплинув на свого адвоката Роя Кона, задля отримання комісійних, що спонукало Беррі заявити, що вона заслужила цю посаду.
1985 року заявила про самовідвід у справі про торгівлю наркотиками через зв'язок її брата Дональда з обвинуваченим торговцем. 25 жовтня 1999 року переведена до апеляційного суду.
Мала репутацію суворого судді. 1989 року як суддя окружного суду в Ньюарку, Нью-Джерсі, не схвалила угоду про визнання вини, з двома детективами округу, звинувачених у захисті наркоторговців, і змусила справу передати до суду. Детективи отримали терміни ув'язнення. Вона також головувала на виголошенні вироку гангстеру Луїсу Манні з сім'ї Дженовезе, якого звинуватили у змові з метою вбивства конкурента Джона Готті.

#### Апеляційний суд США

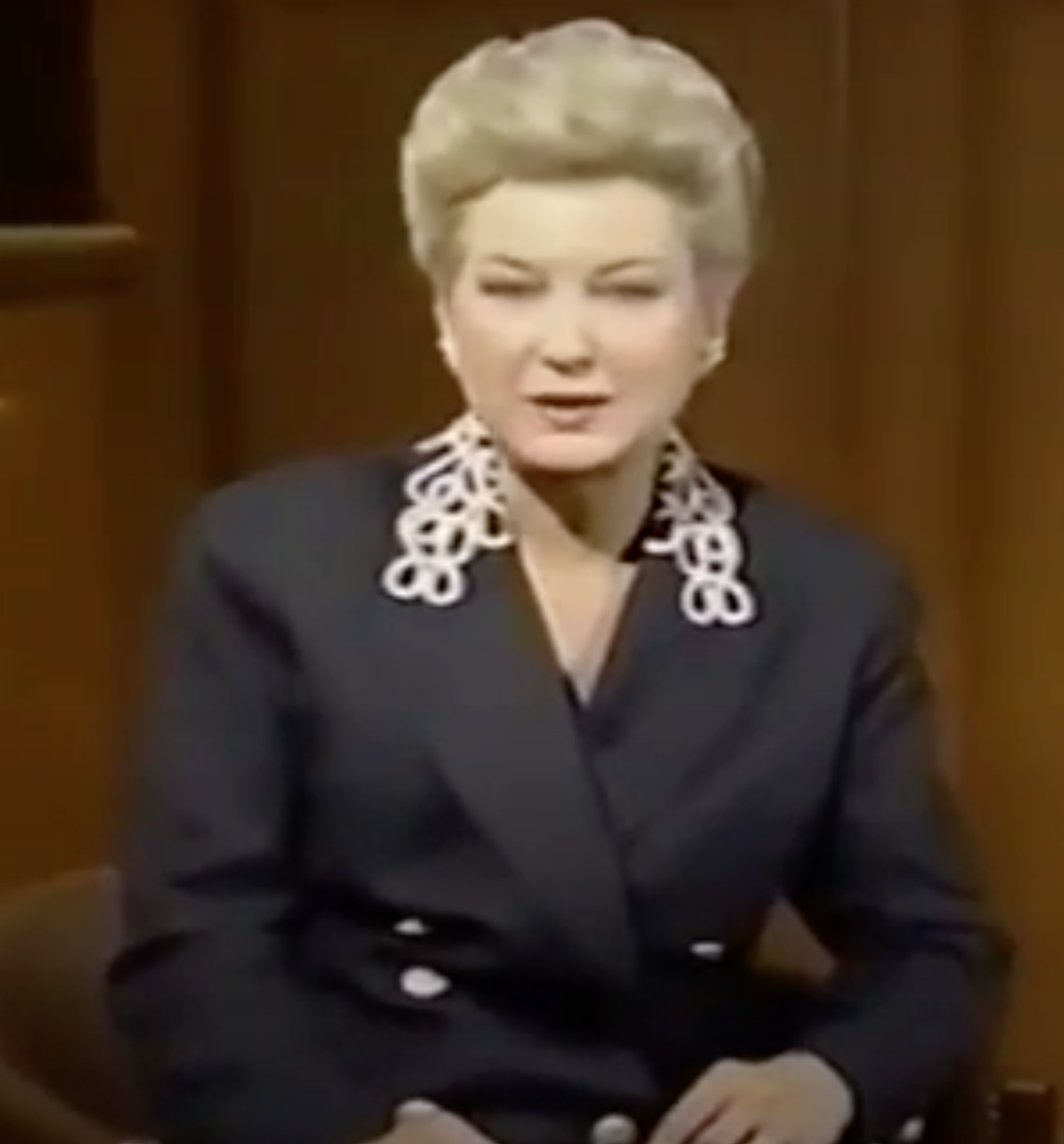
Беррі, 1992 рік

17 червня 1999 року висунута на посаду до Апеляційного суду третього округу США президентом Біллом Клінтоном. Вона замінила Г. Лі Сарокін, який пішов у відставку 1996 року. 1998 року Клінтон висував Роберта Реймара на посаду, але термін дії кандидатури закінчився наприкінці того ж року без проведення слухань у Сенатському юридичному комітеті.
13 вересня 1999 року Сенат США одностайно затвердив її кандидатуру. 22 вересня 1999 року вступила на посаду.
У січні 2006 року підтримала призначення Самуеля Аліто члена Апеляційного суду третього округу до Верховного суду.
У рішенні 2006 року різко критикувала поведінку судді Імміграційного суду США у справі щодо біженця з Гамбії Абу Чами. Заявник був племінником колишнього президента Гамбії Дауда Джавари, якого скинули під час державного перевороту 1994 року. Нова влада відправила за ґрати та вбила кількох родичів. Беррі винесла рішення на користь Абу Чами та розкритикувала допит судді Дональда Ферліза за залякування, войовничість й образливе ставлення до «позивача, який був емоційно пригніченим». Беррі написала, що в поводженні Ферліза не було «ні краплі ввічливості, поваги чи будь-якої уданої чесності», що змусило Ферліза дійти висновку, що свідчення Чами не заслуговують довіри. Беррі дійшла висновку, що рішення Імміграційного суду було «завдало рани» американській системі правосуддя. Ферліза звільнили від своїх обов'язків незабаром після рішення Беррі.
30 червня 2011 року підвищена до старшого судді. Пішла у відставку 11 лютого 2019 року. Розслідування щодо судових порушень закрили без розгляду звинувачень.

## Звинувачення в ухиленні від сплати податків
У жовтні 2018 року газета «Нью-Йорк таймс» опублікувала звіт, в якому стверджувалося, що Беррі разом зі своїм батьком і суродженцями займалася шахрайською та незаконною діяльністю, спрямованою на обмеження податкових зобов'язань щодо податку на нерухомість і подарунків, пов'язаних з компаніями Фреда Трампа у галузі нерухомості. Журналістка Сюзанна Крейг виявила заяву, яку Баррі подала до Сенату США як частину її підтвердження федеральним судом 1983 року, у якій вона повідомила про внесок у розмірі 1 мільйона доларів від компанії All County Building Supply Maintenance. All County Building Supply&Maintenance була «підставною компанією» 1992 року і належала Беррі, Дональду Трампу, їхнім суродженцям і двоюрідному брату.
Компанія All County Building Supply&Maintenance оплатила роботи, виконані в житлових будинках Фреда Трампа, які потім відшкодували компанії, але шахрайським шляхом, додавши додаткові витрати до цих відшкодувань. Податкові експерти зазначили, що оскільки All County «не виконувала жодної реальної роботи, переказ грошей через корпорацію був по суті подарунком, який оподатковувся». Адресою компанії вказувалася Мангассет, Нью-Йорк, резиденція Джона Волтера, племінника Фреда Трампа. У наступній статті «Нью-Йорк таймс» повідомила, що гроші, незаконно зароблені All County, розділили між суродженцями Трампа.
У жовтні 2018 року внаслідок публікації цього розслідування Департамент податків і фінансів штату Нью-Йорк розпочав перевірку звинувачень у шахрайстві проти Беррі та суродженців.
1 лютого 2019 року четверо юристів, які подали скарги на суддю Беррі у жовтні 2018 року у зв'язку зі звинуваченнями, зробленими в «Нью-Йорк таймс», Апеляційний суд другого округу повідомив про розслідування неправомірної поведінки судді Беррі. За десять днів Беррі оголосила про відставку, фактично завершивши розслідування.

## Особиста критика Дональда Трампа
Майже не висловлювалась публічно про свого молодшого брата Дональда Трампа під час його президентства. У серпні 2020 року їхня племінниця Мері Л. Трамп розповіла, що таємно записала на аудіо 15 годин розмов з Беррі у 2018 та 2019 роках. У цих записаних дискусіях Беррі різко критикував брата. Мері публічно оприлюднила кілька стенограм і аудіоуривків розмов, зокрема вміст, який раніше не з'являвся у її книзі 2020 року «Too Much and Never Enough».
На записах Баррі сказав про свого брата: "Все, що він хоче зробити, це залучити до своєї бази. У нього немає принципів. Жодних. Його прокляті твіти та брехня… Боже мій. Я говорю занадто відверто, але ви знаєте, його постійна зміна позиції. Це фальшивість і жорстокість. Вона додала, що він не читав книжок і попросив когось складати вступний іспит до коледжу замість нього. На записах Беррі також критикувала політику брата щодо розділення сім'ї та банкрутства його підприємств, додаючи, що «йому не можна довіряти».

## Особисте життя
1980 року розлучилася з Девідом Десмондом. 1982 року вийшла заміж за адвоката з Нью-Джерсі Джона Джозефа Беррі. Шлюб тривав 18 років, до його смерті 9 квітня 2000 року. Мала сина від першого шлюбу, Девіда Вільяма Дезмонда, який став психологом.
У дорослому віці прийняла католицизм і часто відвідував месу. 2016 року виділила 4 мільйони доларів католицькому Ферфілдському університету на фінансування стипендій й університетського Центру ігнатіанської духовності.
2023 року повідомлялося, що Беррі перебуває в хоспісі через рак. 13 листопада 2023 року померла у своєму будинку на Верхньому Іст-Сайді, Мангеттен, у 86 років.

## Нагороди
2004 року отримала нагороду від судді Верховного суду Сандри Дей О'Коннор, яку юридичний факультет Університету Сетон-Голл надає жінкам, які досягли успіхів у сфері права та на державній службі.